# Olga Calvo García
Olga Calvo García (Salamanca) es una investigadora en biología molecular española, científica titular del CSIC y directora del Instituto de Biología Funcional y Genómica (Universidad de Salamanca-CSIC).

## Biografía
Nació en Salamanca. Creció en el barrio obrero de Pizarrales de Salamanca. Descubrió su pasión por las ciencias gracias a las profesoras del Colegio Público Nicolás Rodríguez Aniceto de Salamanca. Y en el Instituto Lucía de Medrano, tuvo su primer contacto con un laboratorio. Desde entonces, supo que estudiaría Biología.

### Trayectoria investigadora
Tras licenciarse en Biología por la Universidad de Salamanca, en 1998 se doctoró en el Instituto de Microbiología Bioquímica (actual IBFG). Durante cuatro años realizó una estancia postdoctoral en el departamento de Ciencias Biológicas de la Universidad de Columbia en Nueva York. Realizó una estancia de un año en el Centro de Regulación Genómica de Barcelona hasta que se incorporó como investigadora Ramón y Cajal al Centro de Investigación del Cáncer en 2004.
A finales de 2006 trasladó su contrato al Instituto de Microbiología, donde había realizado su tesis doctoral, y en 2009 consiguió una plaza de científica titular del Consejo Superior de Investigaciones Científicas. En 2012, junto con el resto del personal, se trasladó a la nueva sede de este centro que cambió de nombre y pasó a llamarse Instituto de Biología Funcional y Genómica (IBFG). De 2018 a 2022 fue vicedirectora y desde marzo de 2022 es la directora del IBFG.
A lo largo de su carrera científica se ha interesado por la expresión génica, es decir, por cómo se expresan los genes, cómo se regula su expresión y qué maquinarias celulares están implicadas en estos procesos. Sus proyectos han girado en torno a la síntesis del ARN, una molécula que salió del anonimato para la ciudadanía a raíz de la pandemia de la COVID-19 y la generación de las vacunas.
Desde al año 2019 ha liderado la organización de las actividades que se desarrollan en el IBFG para conmemorar el 11F, día internacional de la Mujer y la Niña en la Ciencia, y el 8 de marzo de 2023, junto con Julio Flecha (gestor de proyecto), crearon la Comisión de Igualdad e Inclusión del IBFG, de la que es presidenta.
En 2023, inspiró la creación del programa Conversaciones (Im)Posibles del CSIC.